# Cenocoelius medenbachii
Cenocoelius medenbachii är en stekelart som först beskrevs av Vollenhoven 1878.  Cenocoelius medenbachii ingår i släktet Cenocoelius och familjen bracksteklar. Inga underarter finns listade.